# 瑪格麗特·奧布賴恩
瑪格麗特·奧布賴恩（英語：Margaret O'Brien，1937年1月15日—）是美國一個著名童星，4歲時已參與電影《在百老匯的美女》，1944年榮獲奧斯卡青少年獎。成年後也繼續在多部電視及電影中亮相。

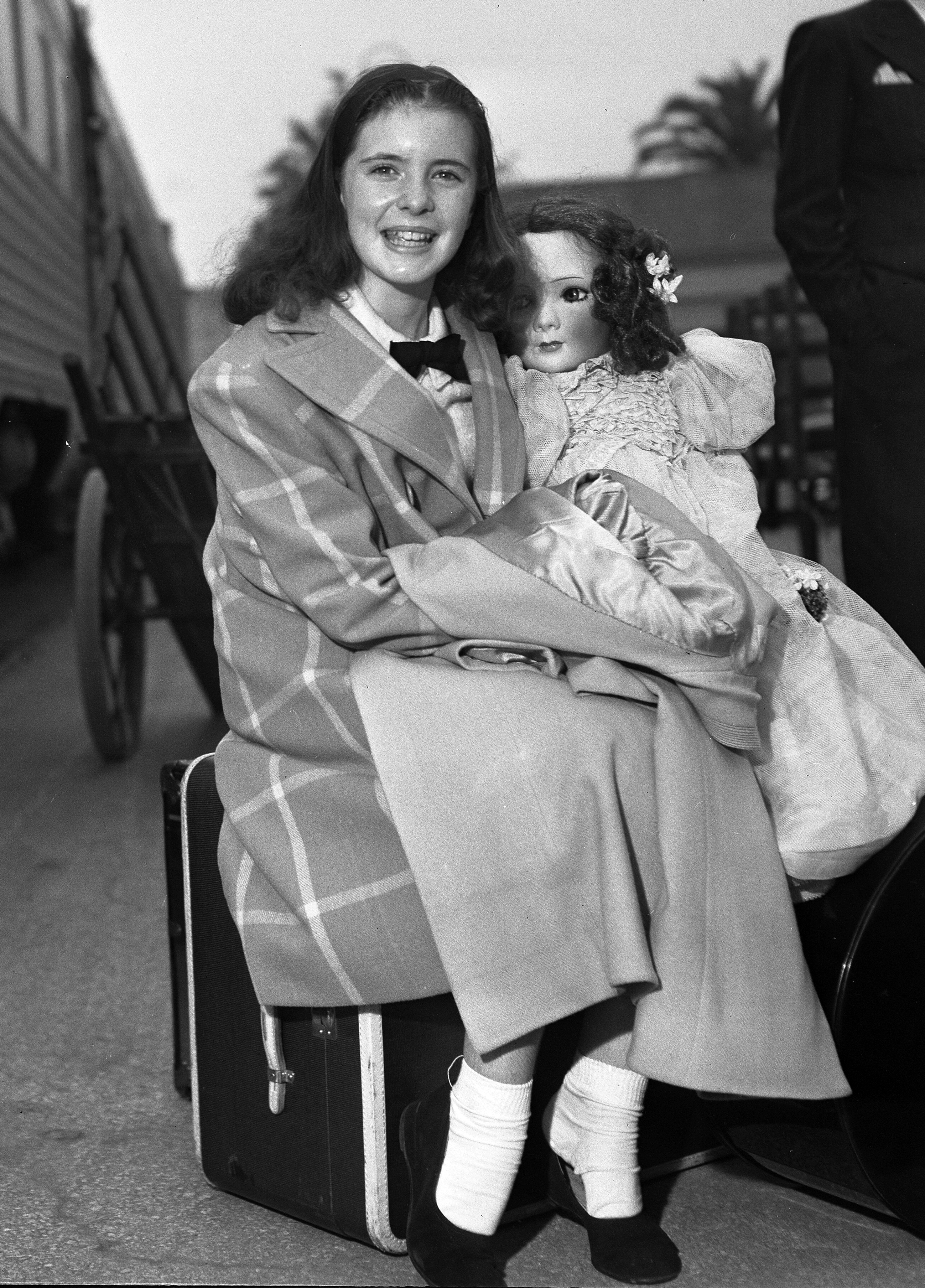
在1948年的奧布萊恩

## 電影
- 1941年	在百老匯的美女
- 1942年	瑪格麗特的旅程
- 1943年	約翰·瓊斯！
- 1944年	“簡愛”
- 1944年	相逢聖路易
- 1945年	我們的藤蔓投標葡萄
- 1947年	未完成的舞蹈
- 1948年	大城
- 1949年	秘密花園
- 1951年	她第一次的浪漫
- 1956年	榮耀
- 1960年	海勒粉色褲襪
- 1968年	安娜貝爾麗
- 1974年	就是娛樂！
- 1981年	艾米黑茲爾·約翰遜
- 1996年	日落天黑後
- 2000年	星兒：他們的故事
- 2002年	死的季節
- 2005年	盒子
- 2006年	商店
- 2009年	死在愛的克里斯
- 2009-2011年	北極星傳奇故事